# أبو القاسم (حاكم سلجوقي)

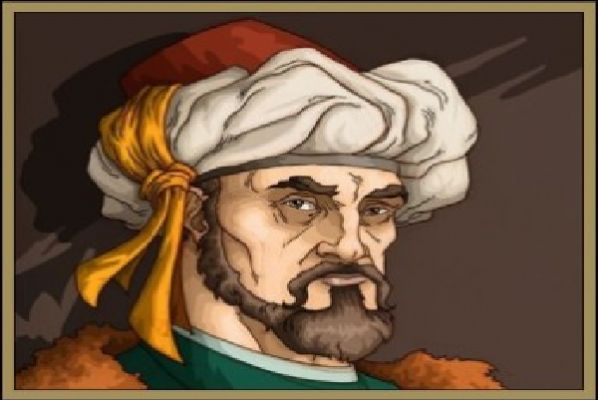
صورة أبو القاسم

أبو القاسم (بالتركية: Ebu'l-Kasım) حاكم نيقية، عاصمة السلاجقة الروم من عام 1084 حتى وفاته عام 1092.
في عام 1084 غادر سليمان بن قتلمش مؤسس السلالة السلجوقية نيقية تاركاً نسيبه أبو القاسم حاكماً عليها، فأعلن نفسه سُلطاناً على الأناضول، لكن لم تمتد سُلطته سوى بيثينيا وكابادوكيا.

## سيرته

### تولي العرش
عندما قتل سليمان بن قتلمش في حربه ضد تتش بالقرب من أنطاكيا عام 1086، وتم إرسال ابني سليمان كأسرى إلى قصر السلاجقة العظماء. وكان السلطان ملكشاه في أصفهان. فتولى أبو القاسم عرش الأناضول السلجوقي وبدأ يحكم البلاد مثل السُلطان. عين شقيقه أبو غازي أميراً بالقرب من قيصري. حيث سُميت هذه الفترة «بخلو عرش دولة الأناضول السلجوقية».
بعد تأكيد سلطته، قرر السُلطان الجديد تقويتها بالانتصارات على حساب جيرانه، والتي كانت أكثر مُلائمة للإمبراطورية البيزنطية التي حكمت آسيا الصغرى قبل 15 عامًا. وعلى الرغم من حقيقة السلام بينه وبين البيزنطيين، إلا أنه بدأ التفاوض حول حصار القسطنطينية مع قرر بناء أسطول عسكري في جزيرة خيوس.

### صراع مع بيزنطة
بعد فترة وجيزة ، بدأ في توسيع حدود الدولة من خلال محاربة البيزنطيين على شواطئ مرمرة مع شقيقه أبو الغازي حسن بك. بهذه الغارات، كسر الاتفاقية التي وقعها سليمان شاه مع بيزنطة. والأهم من ذلك، بدأ سلاجقة الأناضول في بناء أسطول بحري في ميناء كيوس (كمليك) ، والذي احتلوه على شواطئ مرمرة، وبهذه الطريقة حاولوا محاربة البيزنطيين بشكل أفضل. بالإضافة إلى ذلك، شكل سلاجقة الأناضول تحالفًا مع زاخاس الذي أسس إمارة في إزمير وشكل أول أسطول تركي في التاريخ، وتحالف مع البجناك أيضاً. في هذه الحالة، أرسل الإمبراطور البيزنطي ألكسيوس الأول جيشًا تحت قيادة اثنين من جنرالاته، تاتيكيوس ومانويل بوتوميت. بينما كانت البحرية البيزنطية تحرق السفن السلجوقية قيد الإنشاء، أقام الجيش البيزنطي مقرًا أمام إزنيق وحاصر المدينة. من ناحية أخرى، قام الأتراك بغارة صغيرة وأغلقوا أنفسهم داخل الجدران. أجبر هذا الوضع أبو القاسم على المطالبة بالسلام. (انظر الحملات السلجوقية في بحر إيجة).

### مداخلات السُلطان ملكشاه
أغضبت تصرفات أبو القاسم الفاشلة ملكشاه، فأرسل حاكم الدولة السلجوقية الكبرى، الذي أراد إخضاع الأناضول، الأمير برسق ضد أبو القاسم بقوة قوامها 50 ألف شخص. عند اقتراب الأمير من إزنيق أخضع جميع رؤساء الأناضول، وهرب البيزنطيون المحاصرون في إزنيق ونجح فتح إزميد. وخوفًا من تقوية الأتراك في الأناضول، أرد أليكسيوس أبرم اتفاقًا مع أبو القاسم ودعوته إلى القسطنطينية. كان الهدف الآخر لأليكسيوس هو السيطرة على إزميد وبناء قلعة قوية هناك. وهكذا، سيحصل على موقع محصن على ساحل الأناضول. قبل أبو القاسم هذه الدعوة، وتم استقباله بشكل جيد في القسطنطينية، حيث كان يحضر الولائم الغنية كل يوم ويتم اصطحابه لمشاهدة سباقات العربات التي تقام على شرفه. أثناء تمديد الزيارة، أرسل الإمبراطور المواد اللازمة والعمال والحرفيين إلى إزميد، وقام بتأمين المنطقة وبنى قلعة جديدة. ومع ذلك، بعد الانتهاء من هذه الأعمال، أتيحت الفرصة لأبو القاسم للذهاب إلى إزنيق. وفي غيابه، كان عليه أن يقبل التخلي عن إزميد.
دافع أبو القاسم عن مدينة إزنيق، ضد قوات الأمير برسق الذي حاصرها. لم يطلب المساعدة من حليفه بيزنطي حتى وقع في مأزق، ولكن لاحقًا اضطر إلى طلب المساعدة. في هذه الأثناء، كان أليكسيوس الأول مشغولاً بصد هجمات البجناك في الغرب، وكان لديه احتياطيات محدودة للسلطان. ومع ذلك، أعطى اللافتات الإمبراطورية لوحدة صغيرة وأرسلها إلى إزنيق. على الرغم من الحصار الذي دام ثلاثة أشهر، فإن برسق لم يستطع الاستمرار ورفع الحصار عن المدينة وانسحب. بعد فشل الأمير برسق، أرسل ملكشاه الأمير بوزان، فحاصرالمدينة، ودافع أبو القاسم عن المدينة بشدة وتلقى دعمًا من بيزنطة. لم يتمكن بوزان أيضًا من الاستيلاء على المدينة وتراجع إلى محيط بحيرة أولوبات وأقام معسكرًا.

## الوفاة
في غضون ذلك، ترك أبو القاسم إزنيق لشقيقه، الذي لم يكن قادرًا على محاربة الدولة السلجوقية، وانطلق إلى أصفهان بخمسة عشر شحنة من الذهب لإعلان ولائه لملكشاه وتأمين منصبه في الأناضول. لم يقبل ملكشاه أبو القاسم، وأبلغ أنه ترك شؤون الأناضول للأمير بوزان وأن عليه التفاوض معه. قبض رجال الأمير بوزان على أبو القاسم وهو في طريق عودته إلى إزنيق وخُنق بوترعام 1092. حاصر الأمير بوزان إزنيق مرة أخرى، الذي دافع عنها هذه المرة أبو الغازي، فلم يتمكن من تحقيق نتيجة جديدة وعاد إلى أورفة.
تقول الكاتبة البيزنطية آنا كومنين ؛ أن أبو القاسم خُنق بأمر ملكشاه. وحقيقة أن أبو القاسم تعرض للخنق بوتر دون إراقة دمه يشير إلى أنه كان من سلالة السلاجقة، وإذا كان السجل الذي حصل فيه على لقب السُلطان صحيحًا، فهذا دليل على صلابته.
زحف بوزان بك إلى بيزنطة بجيشاً كبير، وحشد سيد أنطاكيا ياغي سيان وسيد حلب آق سنقر بقواته، و أرادوا الاستيلاء على القسطنطينية، ولكن عندما أدركوا صعوبة الأمر، وعادوا إلى إزنيق مرة أخرى وثم إلى أوطانهم عقب وفاة ملكشاه.
بعد وفاة أبو القاسم، استمر شقيقه أبو الغازي في محبسه في إزنيق لفترة قصيرة. وبعد وفاة ملكشاه، تم إطلاق سراح ابني سليمان شاه (قلج أرسلان وقولان أرسلان) في أصفهان، ووصل أبو الغازي إزنيق في نهاية عام 1092، وسلم الإدارة إلى قلج أرسلان دون أي مقاومة. وهكذا، عادت إدارة الدولة السلجوقية الأناضولية إلى سلالة قتلمش.

## أُنظر أيضًا
- الحملات السلجوقية في بحر إيجة
- زاخاس